# 킴 보드니아
킴 보드니아(Kim Bodnia, 1965년 4월 12일 ~ )는 덴마크의 배우이다.

## 출연 작품
- 나이트워치
- 킬링이브